# Beginenhofkirche Hoogstraten

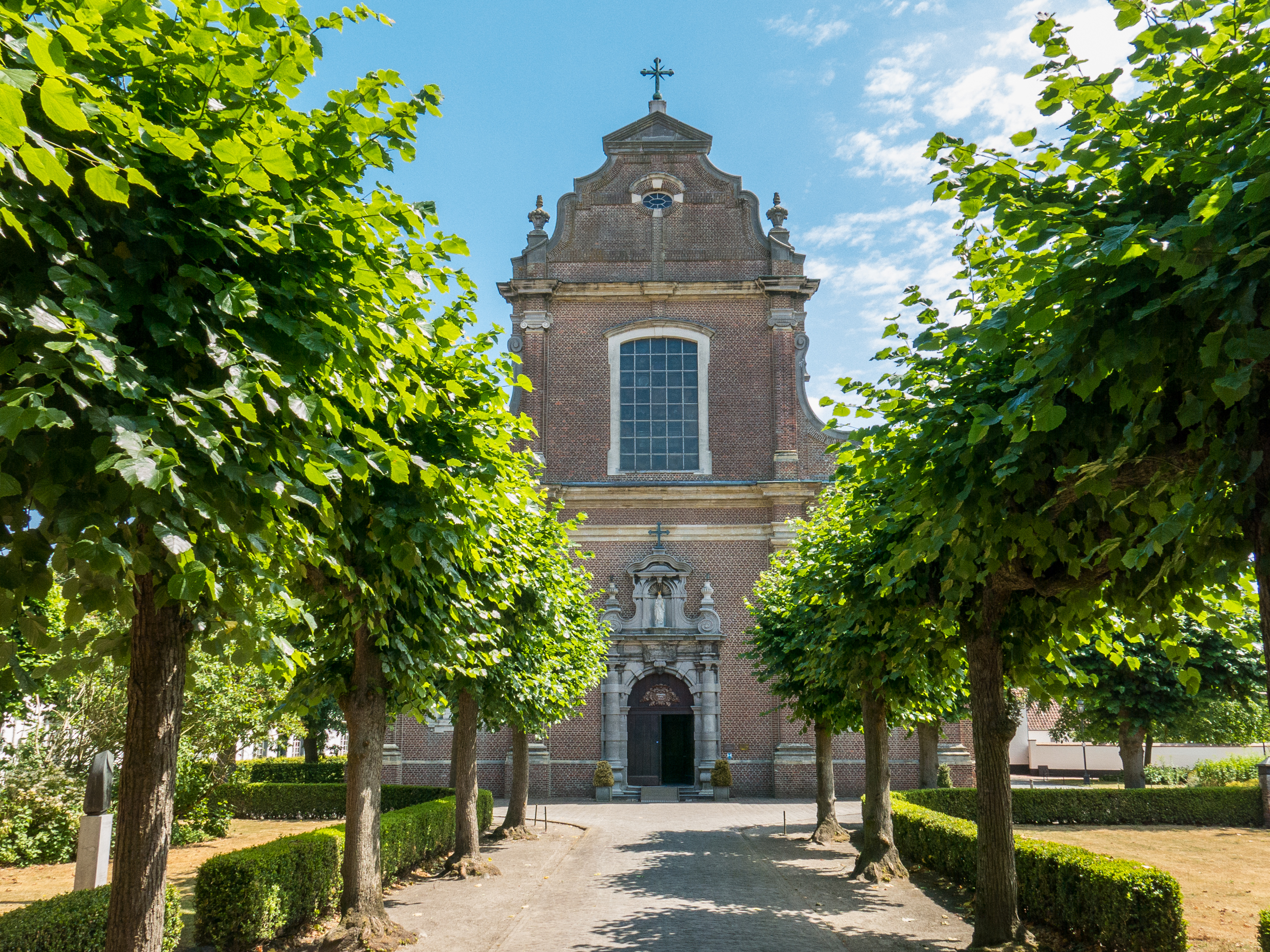
Beginenhofkirche Hoogstraten

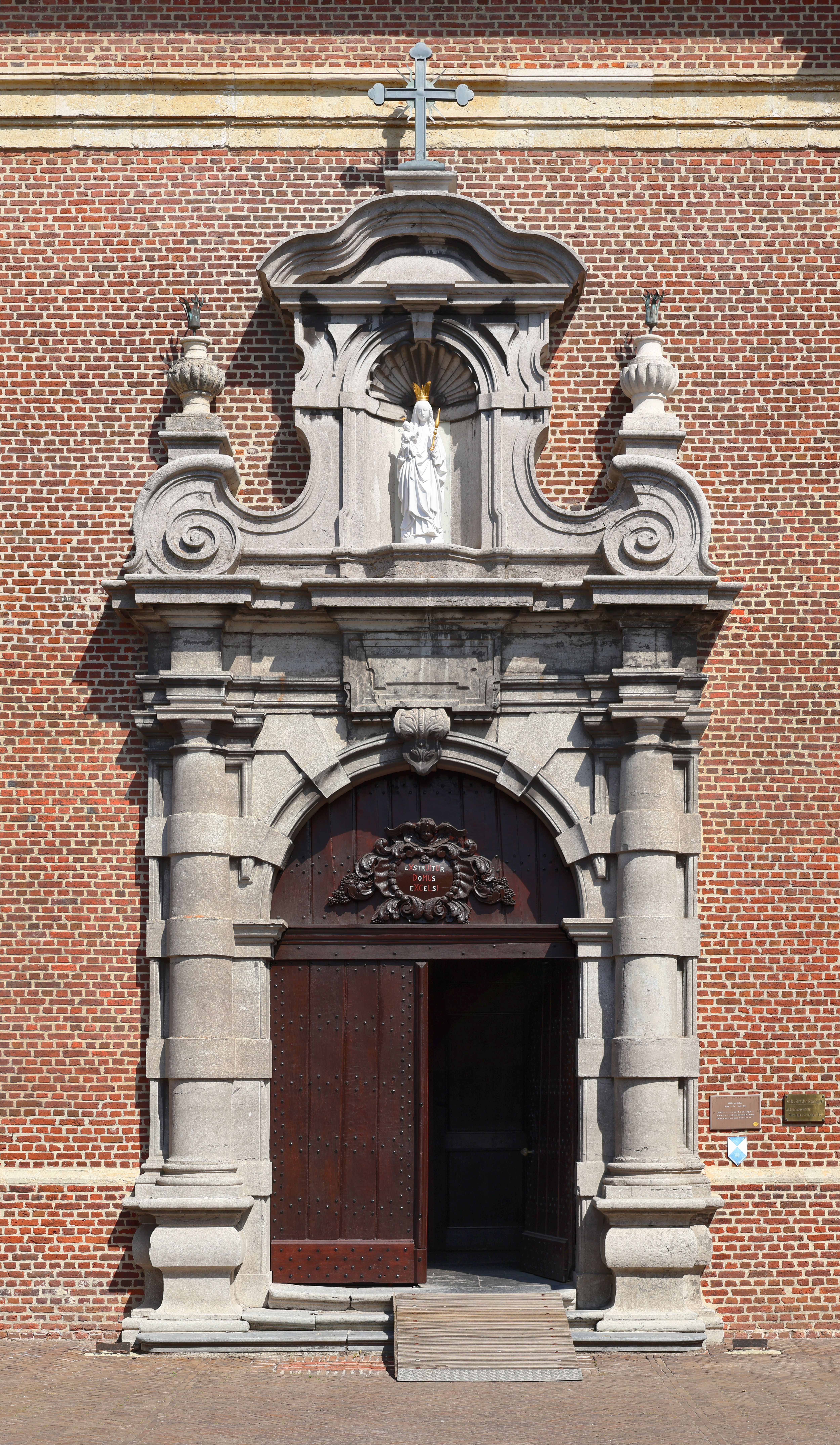
Portal der Kirche

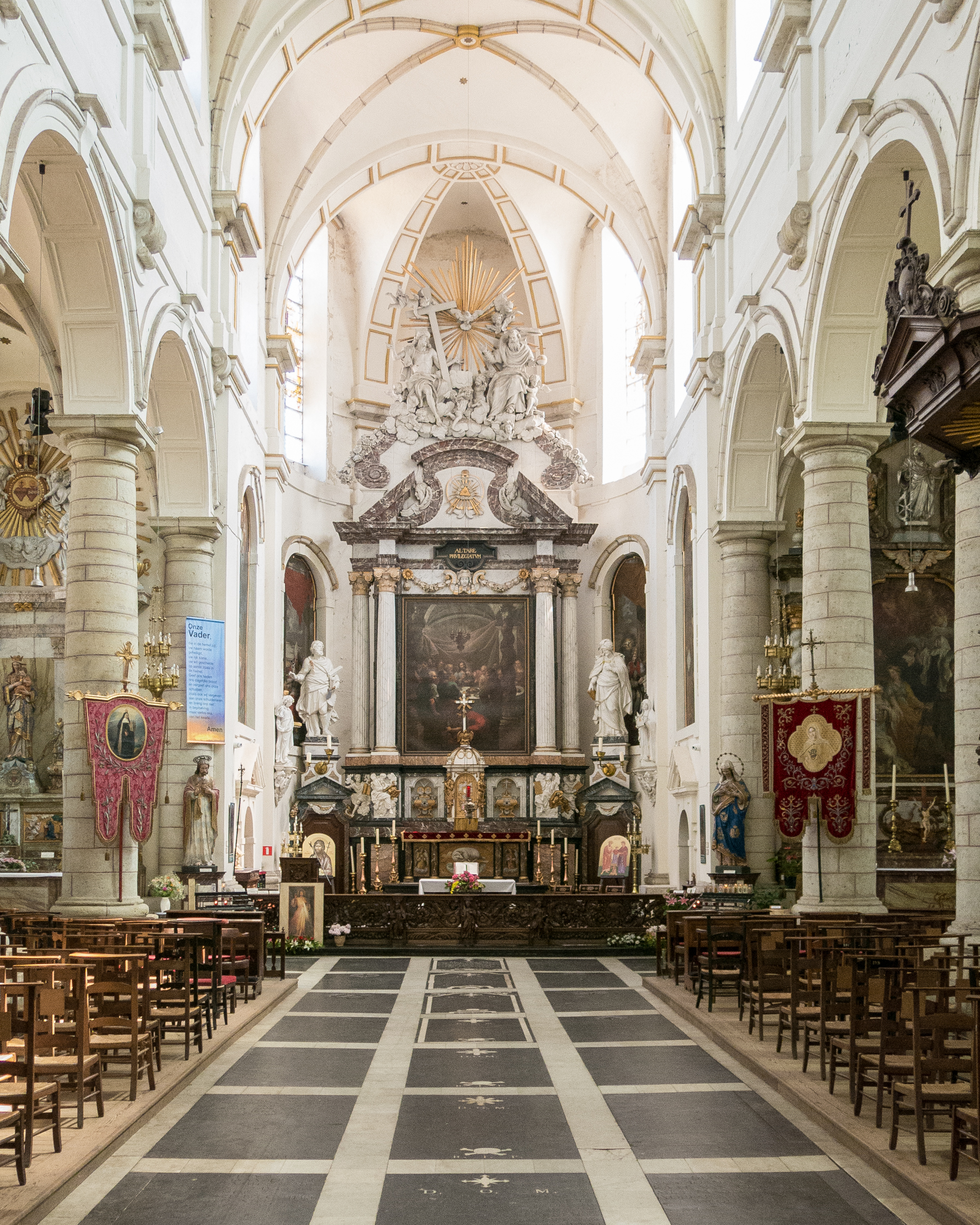
Innenansicht

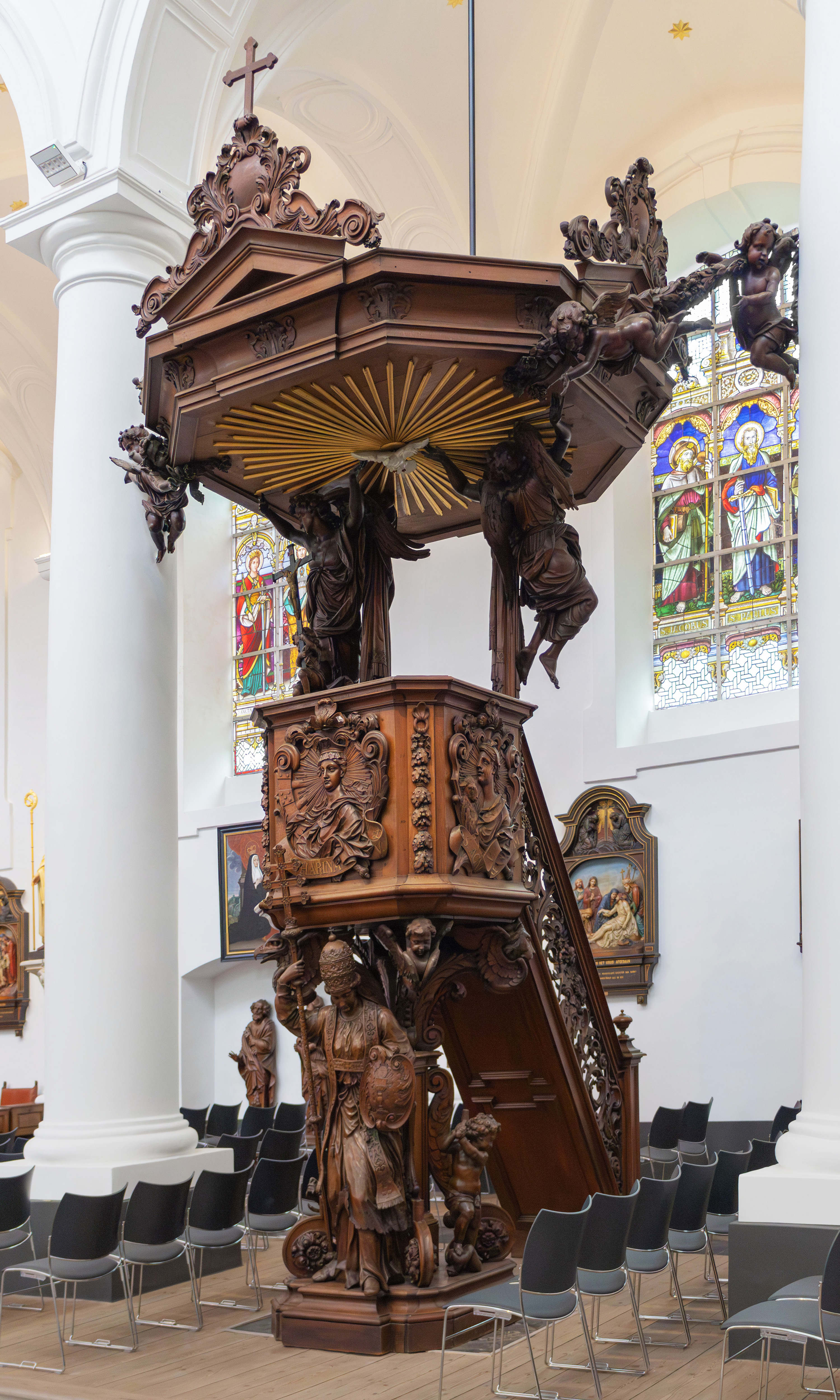
Kanzel

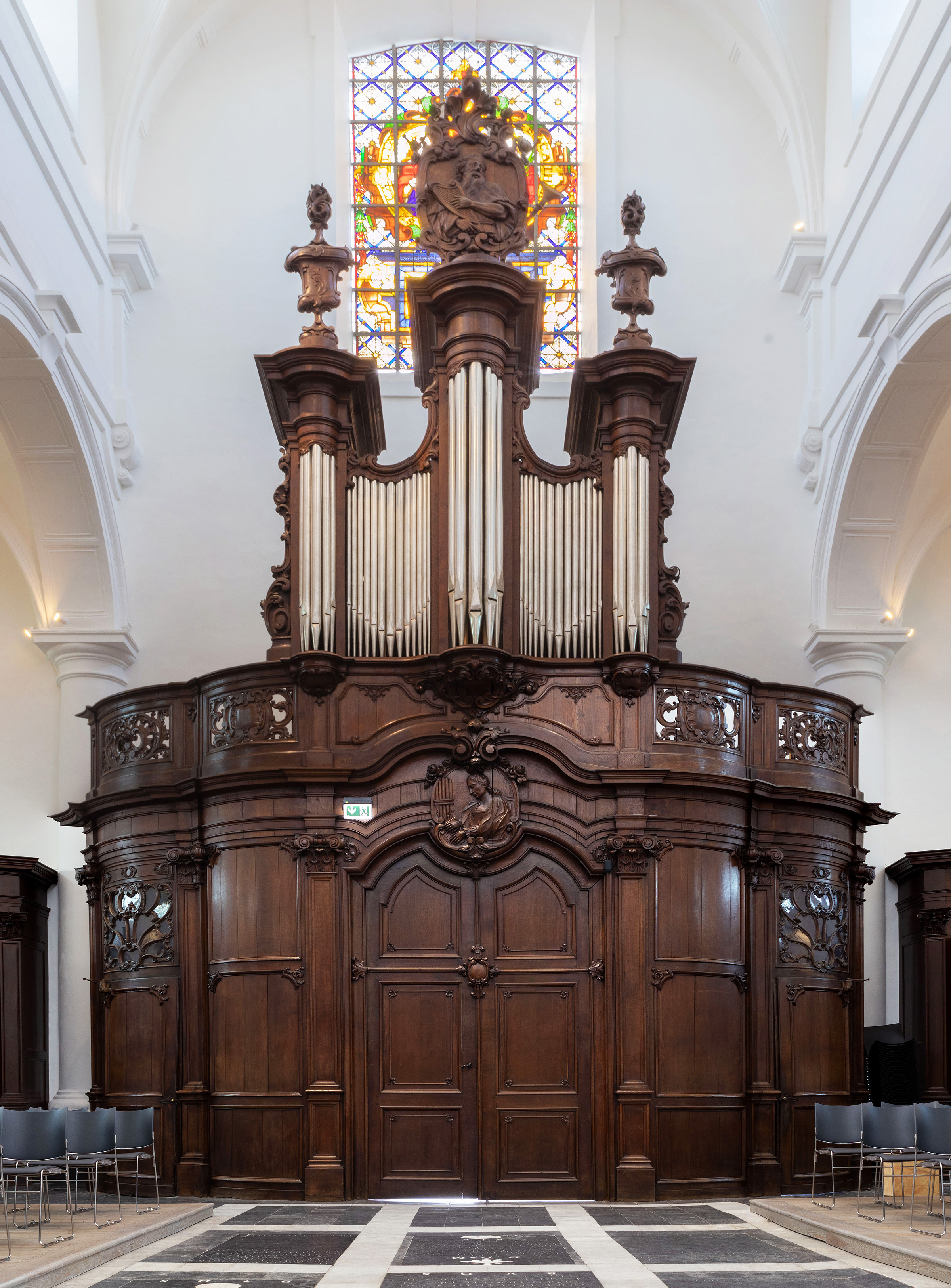
Innenansicht zur Orgel

Die römisch-katholische Beginenhofkirche (offiziell niederländisch Begijnhofkerk toegewijd aan Sint-Jan Evangelist en Heilige Begga) ist eine barocke Basilika im Beginenhof Hoogstraten in der Provinz Antwerpen.

## Geschichte
Die alte Kapelle des Beginenhofs, die der Muttergottes (Schutzpatronin des Beginenhofs) geweiht war, wurde 1381 an der Stelle eines bereits bestehenden Gotteshauses erbaut; sie befand sich auf der Höhe des Kirchenschiffs der heutigen Kirche; aus der gleichen Zeit stammt auch die Anlage des ehemaligen Friedhofs in der Umgebung.
Um 1640 wurde ein neuer Chor mit zwei Mittel- und Seitenschiffsjochen gebaut, der wahrscheinlich den bestehenden Chor ersetzen sollte. Im Jahr 1641 wird die Weihe von Altären erwähnt. Im Jahr 1672 wurde beschlossen, die Kirche erheblich zu vergrößern; der Bau erfolgte in zwei Etappen von 1679 bis 1682, wobei die Westseite mit einem provisorischen Giebel verschlossen wurde ‒ erkennbar an der Naht in den Seitenwänden in Höhe des vorletzten Fensters ‒ und von 1685 ‒ Beginn des Abrisses der alten Kirche ‒ bis 1687, als die heutige Fassade entstand. Libert Fabri war für die Arbeiten verantwortlich. Für die erste Bauphase wird der noch nicht identifizierte Bruder Bernardus als Baumeister genannt. Die Konsekration durch Monsignore van Beughem fand am 10. August 1687 statt. Die Beginenhofkirchen von Hoogstraten und Lier haben sich in ihren Stilmerkmalen erkennbar gegenseitig beeinflusst.
Im Laufe des 19. Jahrhunderts wurden Fenster, Dach und Fassade wiederholt repariert. Während der Bombardierung in den Jahren 1944–1945 wurde die Kirche schwer beschädigt und 1949 restauriert. Die vollständige Restaurierung des Äußeren, einschließlich der Glasmalereien, wurde 1998–1999 von den Architekten Van Boxel, Hectors und Van Laer durchgeführt.

## Beschreibung
Das Bauwerk ist eine freistehende nach Osten ausgerichtete Barockkirche, die teils um 1640, teils 1679–1687 erbaut wurde. Der Grundriss ist als eine dreischiffige Basilika mit fünfjochigem Langhaus, einjochigem Chor und dreiteiligem Chorschluss gestaltet; ein halbrunder Treppenturm befindet sich nördlich zwischen Chor und Langhaus. Die Sakristei und ein Lagerraum sind rechts und links des Chors angebaut.
Der Backsteinbau ist mit Sand- und Blaustein als Strukturelementen ausgeführt; Mittelschiff und Chor sind mit einem Satteldach, Seitenschiffe mit einem Pultdach und Gauben (Schiefer) gedeckt; ein zweiteiliger, sechsseitiger Dachreiter mit durchbrochenen Laternen unter einer Haube und einer schlanken Turmspitze akzentuiert das Bauwerk.
Die Kirche zeigt eine dreiteilige barocke Fassade mit drei Giebeln; der zentrale Giebel wird flankiert von Flügeln mit geschweiftem Oberteil und wird bekrönt von einem dreiteiligen Abschluss mit Kreuz und Ziervasen an den Ecken. Die horizontale Fassadengliederung erfolgt durch Gesimse, die vertikale Gliederung durch dorische und ionische Pilaster. Ein Rundbogenportal in monumentalem Blausteinrahmen von J. Stillman, einem Baumeister aus dem Hennegau (siehe Steinmetzzeichen), gegliedert mit Gebälk auf rustizierten dorischen Halbsäulen erschließt das Bauwerk. Eine bekrönende üppig gerahmte Rundbogennische mit Brüstung und Giebel, in der sich eine hölzerne Statue der Mutter Gottes mit Kind vom Ende des 15. Jahrhunderts befindet, bildet den Abschluss. Den Eingang bildet eine hölzerne Flügeltür, darüber eine geschnitzte Platte mit Engelsköpfen und dem Chronogramm „eXtrVItVr DoMUs eXCeLsI“ (1687). Flankierende, gerahmte Rundbogennischen sind mit weiß bemalten Statuen des Heiligen Petrus und der Heiligen Jeanne de Valois aus dem Jahr 1860 versehen; bekrönende, gerahmte Kartuschen zeigen die Inschriften: „Mein Haus ist ein Haus des Gebets“, (Mt 21,13 ) und „Wer bittet, dem wird gegeben“, (Mt 7,8 ). Das zweite Stockwerk ist mit einem großen Segmentbogenfenster gestaltet. Der obere Schweifgiebel ist mit einem gemauerten Kreuz mit elliptischem Rundfenster verziert.
Die Seiten-, Rück- und Chorwände sind mit verputzten Türstürzen und gerahmten Gerüstlöchern versehen, jedes Joch wird flankiert von abgestuften Strebepfeilern; Eisenkreuze und Grabsteine aus dem vierten Viertel des 18. Jahrhunderts sind rundherum angeordnet. Die Segmentbogenfenster sitzen in einem durchgehenden verputzten Rahmen mit Vorsprüngen, Ohren und Gesims. Die bogenförmige Sakristeitür befindet sich unter einem Vordach.
Ein Kalvarienberg an der Chorwand mit gebrochener Felsformation und Kruzifix steht unter einem Gebälk mit bemalten ionischen Säulen, das Gesims ist mit der Inschrift „Jesus Nazarenus Rex Judaeorum“  und dreiseitigem Giebel versehen.

## Inneres
Der verputzte, weiß gestrichene Innenraum ist mit zweiteiligem Aufriss gestaltet; Rundbogenarkaden mit Sandsteinbogenfries ruhen auf 1898 gekappten dorischen Säulen aus weißem Naturstein mit Kapitell; die Gewölbe von Schiff und Chor sind mit Kreuzrippengewölbe mit Sandsteinrippen überspannt, die durch Gurtbögen mit Kassettendekor getrennt sind, getragen von vorkragenden Konsolen mit weißem Steinkapitell und Volute (Mittelschiff) oder Halbpfeilern (Seitenschiffe); die Chorapsis ist mit einem ähnlichen Gurtbogengewölbe geschlossen. Gewölbte Segmentbogenfenster in einem durchgehenden verputzten Rahmen sind mit Schlussstein, Ohren und Vorsprüngen unter einem Architrav aus Sandstein versehen. Auf beiden Seiten des Chors sind Rundbogentüren in einem verputzten Rahmen mit Voluten und Giebeln angeordnet und mit Eichenholztüren mit geschnitzten Pflanzenmotiven und Engelsköpfen geschlossen. Die Fußböden sind aus schwarzem und weißem Marmor gefertigt und mit verschiedenen Grabsteinen aus dem 17., 18. und 19. Jahrhundert versehen.

## Ausstattung
Unter den Gemälden auf Leinwand sind vier blinde Nischen im Chor mit der Darstellungen von westlichen Kirchenvätern von J. van Reesbroeck, um 1700, von Unserer Lieben Frau von Salette von B. Cloet aus dem Jahr 1853 zu erwähnen. Die gemalten Kreuzwegstationen stammen aus dem 19. Jahrhundert.
Die Skulpturen zeigen eine Madonna, bemaltes Holz, 15. Jahrhundert; ein Holzkruzifix, 16. Jahrhundert; weiß bemalte Holzstatuen der Heiligen Begga, Johannes des Evangelisten, 17. Jahrhundert, Christus der Selige, 18. Jahrhundert und der Unbefleckten Jungfrau aus der ersten Hälfte des 19. Jahrhunderts; Terrakottastatue des Heiligen Liborius, 18. Jahrhundert, polychromiert von A. Hoevenaers 1927; verschiedene polychromierte Holzstatuen, 19. und 20. Jahrhundert. Einige Reliquienschreine stammen aus dem 18. Jahrhundert.
Unter den Glasmalereien finden sich vier Fenster im Chor von Joannes Loos, 1681, restauriert von J.F. Pluys im Jahr 1843, ein großes Fenster in der Hauptfassade, 1871; sechs Fenster in den Seitenschiffen von G. Ladon, 1908 und vier weitere in den Seitenschiffen, 1912 sowie ein einzelnes Fenster im Seitenschiff. Eine Wiederherstellung erfolgte nach dem Zweiten Weltkrieg durch P. Crickx.
Die Kirche ist einheitlich barock ausgestattet. Der Hauptaltar ist ein Vorbaualtar aus marmoriertem Holz von Jan Claudius De Cock, 1717, mit bekrönender Skulpturengruppe der Heiligen Dreifaltigkeit, weiß gestrichenen Holzskulpturen des Heiligen Josef und der Heiligen Anna auf den Seitenvorbauten, die Predella mit vier Evangelisten; das Altarbild auf Leinwand mit der Darstellung des Letzten Abendmahls wurde von Peter Sperwer 1717 geschaffen. Die Seitenaltäre: in der Vorhalle aus marmoriertem Holz, der Muttergottes gewidmet, mit Statue der Muttergottes mit Kind und gekrönt mit symbolischen Herzen von Jesus und Maria stammen von L. De Vriendt, 1877 (Norden) und der Heiligen Katharina von Alexandrien, mit versilberter Holzstatue der Heiligen Katharina in einer Nische und Altarbild mit der Darstellung der Heiligen Jungfrauen in Anbetung der Heiligen Dreifaltigkeit von L. Maes, um 1685 (Süden). Die Kommunionbank aus Eichenholz stammt aus der zweiten Hälfte des 17. Jahrhunderts; ihr mittlerer Teil dient als Front für den Laienaltar.
Die Kanzel von Theodoor Verhaegen stammt aus dem ersten Viertel des 18. Jahrhunderts. Hölzerne Beichtstühle aus der zweiten Hälfte des 17. Jahrhunderts stehen im nördlichen und im südlichen Seitenschiff.
Die Empore ist mit einem hölzernen Orgelgehäuse im Louis-seize-Stil von Alexander Nuten, 1770 versehen; die heutige Orgel wurde von J.J. Delhaye im Jahr 1833 unter teilweiser Wiederverwendung der früheren Orgel von J.R. Tits aus den Jahren 1776–1780 erbaut. Sie hat 12 Register auf einem Manual mit angehängtem Pedal.

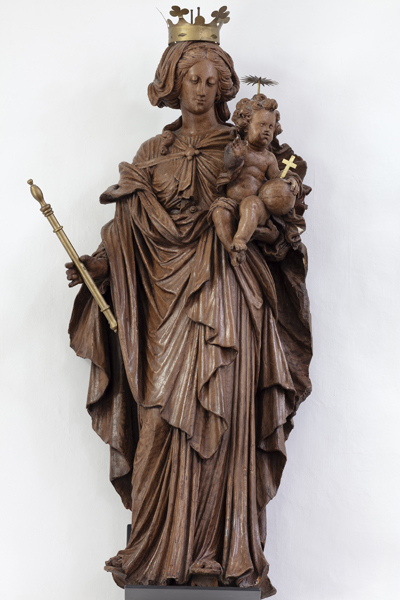
Madonna
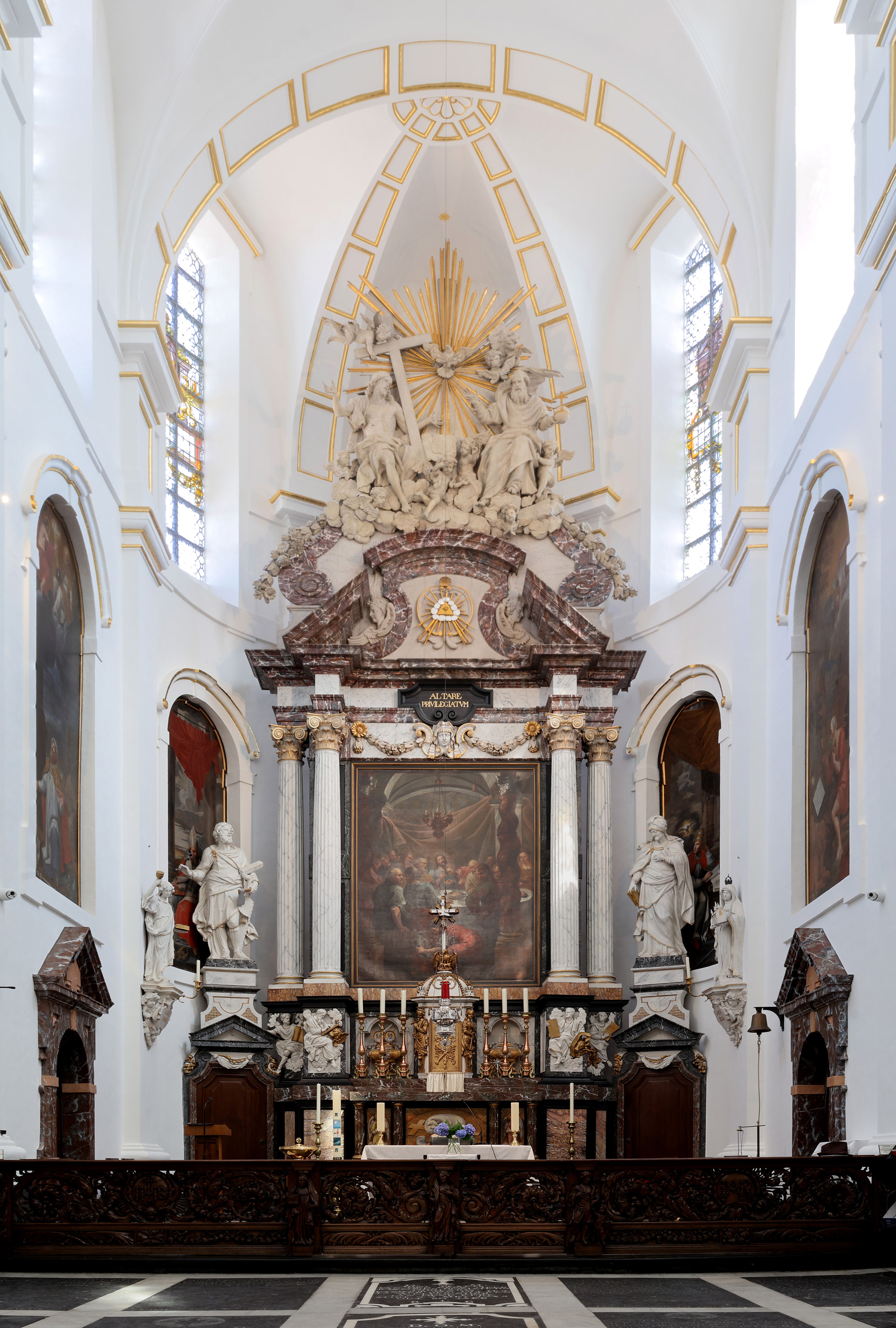
Hauptaltar (von Jan Claudius De Cock)
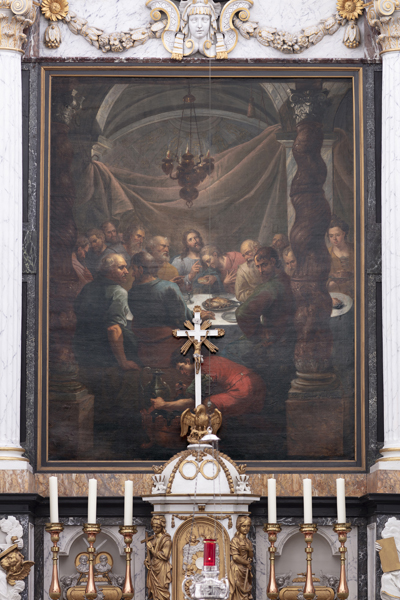
Letztes Abendmahl (von Peter Sperwer)
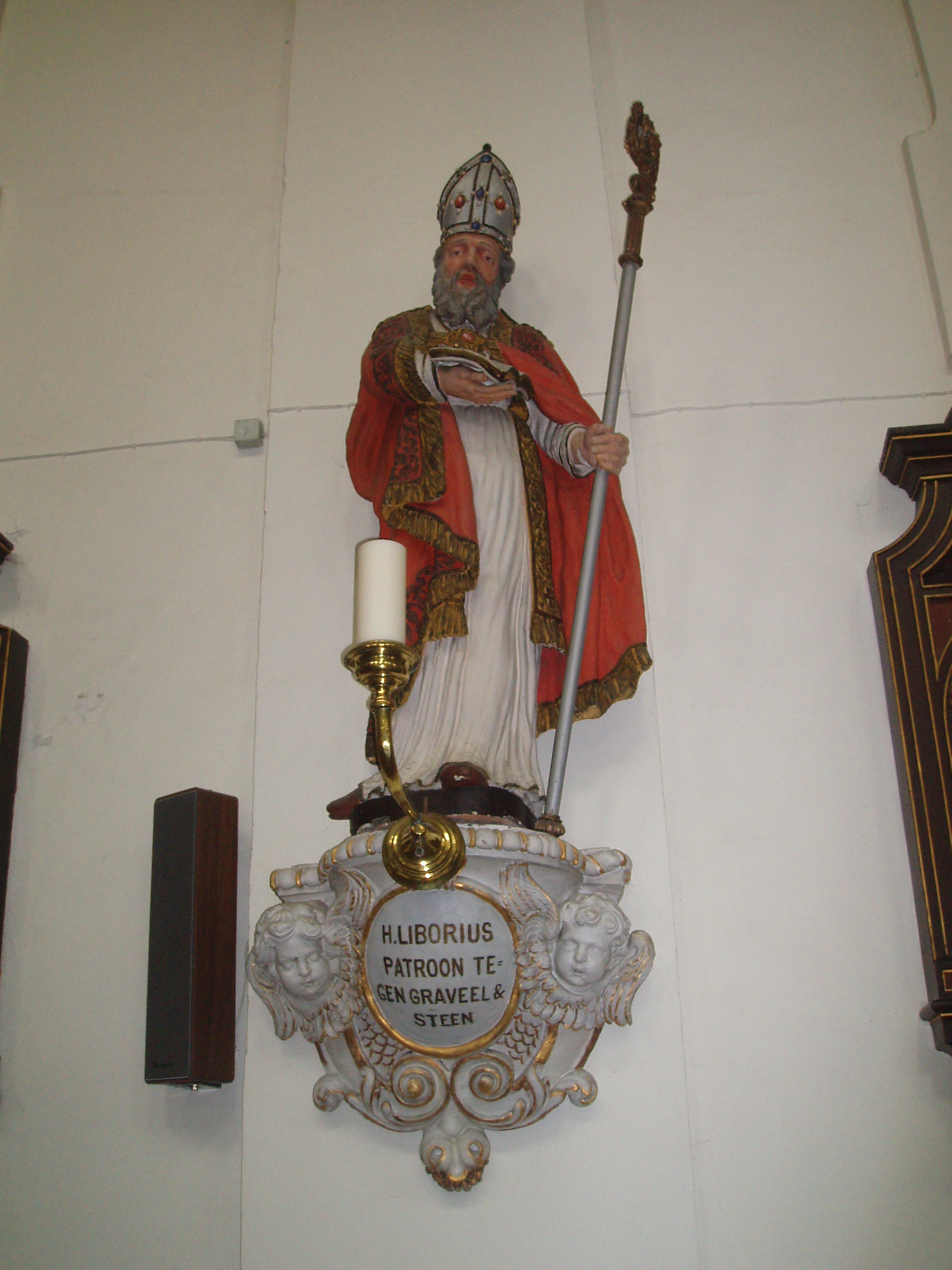
Liborius
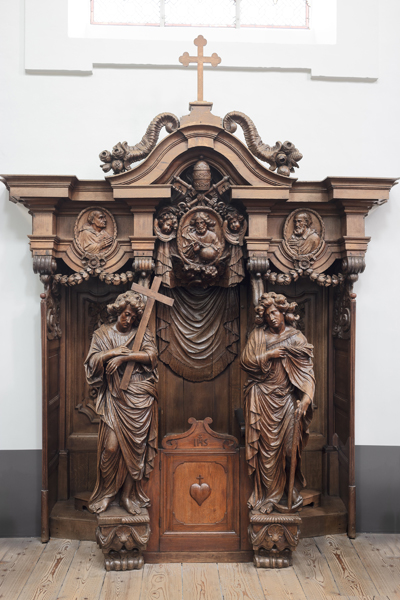
Beichtstuhl